# Wärmeweg
Der Wärmeweg bezeichnet vor allem in der Baubranche die Länge des Weges, der in besonders wärmeleitenden Körpern zwischen einer Wärmequelle und einem anderen, kälteren Medium liegt. So spricht man zum Beispiel bei der Wärmedämmung von Gebäuden vom Wärmeweg, der zwischen dem Innenraum und der äußeren Luft durch das wärmeleitende Mauerwerk entsteht.
Durch Dämmstoffe und besonders geformte Baumaterialien wird versucht, den Wärmeweg künstlich zu verlängern, um eine bessere Wärmedämmung zu erzielen. Lochziegel sind ein bekanntes Beispiel für Baustoffe, die den Wärmeweg verlängern.